# Пусткове (Поддембицький повіт)
Пусткове (пол. Pustkowie) — село в Польщі, у гміні Поддембиці Поддембицького повіту Лодзинського воєводства.
У 1975-1998 роках село належало до Серадзького воєводства.